# Tommy Johnova operacija
Tommy Johnova operacija, v medicinski praksi znana kot rekonstrukcija ulnarne kolateralne vezi, je presaditveni kirurški poseg, pri katerem se ulnarna kolateralna vez komolca zamenja s tetivo iz drugega predela telesa (običajno podlahti, kolenske tetive, kolka, kolen ali podplata pacienta). Poseg je precej pogost pri poklicnih športnikih, še posebno pri bejzbolistih.
Prvič jo je izvedel dr. Frank Jobe leta 1974, ki je danes zaposlen kot posebni svetovalec bejzbolskega kluba Los Angeles Dodgers. Poseg je poimenovan po Tommyju Johnu, upokojenemu poklicnemu metalcu, ki je z 288 zmagami sedmi na večni lestvici med levorokimi metalci. 

## Možni zapleti
Pri posegu obstaja tveganje poškodbe podlahtničnega živca. 

## Seznam opaznejših bejzbolistov, ki so imeli Tommy Johnovo operacijo
- Stephen Strasburg (metalec)[2]
- Brett Anderson (metalec)[3]
- Rick Ankiel (bivši metalec, danes igralec zunanjega polja)[4]
- Érik Bédard (metalec)[5]
- Kyle Blanks (položajski igralec)[6]
- Joel Zumaya (metalec)
- Brian Wilson (zaključevalec)
- Ben Sheets (metalec)
- Mike Pelfrey (metalec)
- Daniel Hudson (metalec)
- Joba Chamberlain (metalec)[7]
- Chris Carpenter (metalec)[7]
- Joakim Soria (metalec)[7]
- Scott Erickson (metalec)[7]
- A. J. Burnett (metalec)[7]
- Manny Corpas (metalec)[8]
- Éric Gagné (metalec)[8]
- Tommy John (metalec)
- Ryan Madson (metalec)[9]
- Jamie Moyer (metalec)[10]
- José Rijo (metalec)[11]

- Carl Crawford (igralec zunanjega polja)